# Ocnerioxa
Ocnerioxa es un género de insecto de la familia Tephritidae del orden Diptera.

## Especies
- Ocnerioxa bigemmata Bezzi, 1920
- Ocnerioxa capeneri Munro, 1967
- Ocnerioxa cooksoni Munro, 1967
- Ocnerioxa delineata Hering, 1941
- Ocnerioxa discreta Bezzi, 1920
- Ocnerioxa interrupta Bezzi, 1924
- Ocnerioxa lindneri Munro, 1966
- Ocnerioxa pennata Speiser, 1915
- Ocnerioxa secata Munro, 1957
- Ocnerioxa tumosa Munro, 1967
- Ocnerioxa undata
- Ocnerioxa woodi Bezzi, 1918